# Формалізм Пресса-Шехтера
Формалізм Пресса–Шехтера — математична модель для розрахунку кількості об’єктів (таких як галактики, скупчення галактик або гало темної матерії) певної маси в межах заданого об’єму Всесвіту. Формалізм був створений Вільямом Прессом та Полом Шехтером в 1974 році.

## Контекст
У контексті космологічних моделей холодної темної матерії збурення на всіх просторових масштабах зʼявляються у Всесвіті в дуже ранні часи, наприклад, завдяки квантовим флуктуаціям під час інфляції. Пізніше ці збурення густини всесвіту починають лінійно зростати. Лише набагато пізніше збурення зростають настільки, що утворюють стуктури (наприклад, галактики або скупчення галактик), і їхнє зростання вже стає нелінійним. Такі структури формуються ієрархічно, починаючи з малих масштабів і поступово просуваючись до все більших масштабів мас.
Пресс і Шехтер зрозуміли, що кількість сколапсованих об'єктів, масивніших за деяку масу M, визначається кількістю елементів об'єму, у яких початкові флуктуації густини, зростаючи в лінійному режимі, встигли за вік існування Всесвіту досягти величини порядку одиниці. Це дозволило їм отримати формулу для розподілу мас об’єктів у будь-який момент часу.

## Результат
Формалізм Пресса–Шехтера передбачає, що кількість об’єктів із масами між {\displaystyle M} і {\displaystyle M+dM} становить{\displaystyle M{\frac {dn}{dM}}={\frac {1}{\sqrt {\pi }}}{\frac {\bar {\rho }}{M}}\left({\frac {M}{M^{*}}}\right)^{1/2}e^{-M/M^{*}}}де {\displaystyle n} - індекс спектру потужності флуктуацій у ранньому Всесвіті {\displaystyle P(k)\propto k^{n}}, {\displaystyle {\bar {\rho }}} - середня (баріонна та темна) густина матерії у Всесвіті в той час, коли гравітаційно сколапсувала та флуктуація, з якої утворився об’єкт, а {\displaystyle M^{*}} - гранична маса, нижче якої утворюються структури. Її значення становить{\displaystyle dn\equiv N(M)dM={\frac {1}{\sqrt {\pi }}}\left(1+{\frac {n}{3}}\right){\frac {\bar {\rho }}{M^{2}}}\left({\frac {M}{M^{*}}}\right)^{\left(3+n\right)/6}\exp \left(-\left({\frac {M}{M^{*}}}\right)^{\left(3+n\right)/3}\right)dM}Тут {\displaystyle \sigma } - стандартне відхилення на одиницю об’єму флуктуації, з якої утворився сколапсований об’єкт, на момент гравітаційного колапсу, а R – масштаб Всесвіту на той момент. Параметри з індексом 0 відповідають моменту початкового утворення флуктуацій (або будь-якому пізнішому моменту, але до моменту гравітаційного колапсу).
Якісне передбачення полягає в тому, що розподіл мас є степеневим законом для малих мас, з експоненціальним відсіченням вище деякої характерної маси, яка збільшується з часом. Такі функції Шехтер ще раніше помітив як гарне наближення до спостережуваних функцій світності, і тепер вони відомі як функції світності Шехтера. Формалізм Пресса-Шехтера забезпечив першу кількісну модель, яка математично пояснила утворення таких функцій.
Випадок безмасштабного спектру потужності, n = 0 (або, що еквівалентно, скалярний спектральний індекс 1) є дуже близьким до спектру стандартної космологічної моделі. В цьому випадку, {\displaystyle dn} має простішу форму, яка в безмасових одиницях винлядає так:{\displaystyle M^{*}=\left({\frac {{\bar {\rho }}^{1-{\frac {n}{3}}}}{2\sigma ^{2}}}\right)^{\frac {3}{3+n}}=\left({\frac {{\bar {\rho }}_{0}^{1-{\frac {n}{3}}}}{2\sigma _{0}^{2}}}\right)^{\frac {3}{3+n}}\cdot {\frac {R_{0}^{2}}{R^{2}}}}

## Припущення та ескіз виведення
Формалізм Пресса-Шехтера виводиться з трьох ключових припущень:
1. Матерія у Всесвіті має збурення {\displaystyle \delta }, які слідують розподілу Гауса, і дисперсія цього розподілу залежить від масштабу, заданого спектром потужності {\displaystyle P(k)}
2. Збурення матерії зростають лінійно, пропорційно функції зростання, {\displaystyle \delta \propto D_{+}}
3. Гало є сферичними віріалізованими надлишками густини, з густиною вище критичної, {\displaystyle \delta \geq \delta _{c}}

Іншими словами, флуктуації невеликі в якийсь ранній космологічний час і зростають, доки не перетнуть певний поріг, що завершується гравітаційним колапсом у гало. Ці збурення моделюються лінійно, хоча остаточний колапс сам по собі є нелінійним процесом.
Вводиться згладжене поле густини {\displaystyle \delta _{M}({\vec {x}})~,} яке дається {\displaystyle \delta ({\vec {x}})} усередненим по сфері з центром {\displaystyle {\vec {x}}}. Розглядається маса {\displaystyle M}, яка міститься всередині цього радіусу. Радіус сфери має порядок {\displaystyle M\sim {\bar {\rho }}R^{3}}. Тоді, якщо {\displaystyle \delta _{M}({\vec {x}})\geq \delta _{c}~,} то точка {\displaystyle {\vec {x}}} належить до гало з масою принаймні {\displaystyle M~.}
Оскільки флуктуації {\displaystyle \delta _{M}} розподілені за гаусовим законом із середнім 0 і дисперсією {\displaystyle \sigma (M)~,} ми можемо безпосередньо обчислити ймовірність утворення гало з масою принаймні {\displaystyle M} як{\displaystyle f(\delta _{M}>\delta _{c})=\int _{\delta _{c}}^{\infty }d\delta _{M}~{\frac {1}{{\sqrt {2\pi }}\sigma (R)}}\exp \left(-{\frac {1}{2}}{\frac {\delta _{M}^{2}}{\sigma ^{2}(M)}}\right)={\frac {1}{2}}\operatorname {erfc} \left({\frac {1}{\sqrt {2}}}{\frac {\delta _{M}}{\sigma (M)}}\right)~.}При цьому {\displaystyle \sigma (R)} і {\displaystyle \delta _{M}} залежать від червоного зсуву, отже, від нього залежить і наведена вище ймовірність. Дисперсія, наведена в статті 1974 року, становить{\displaystyle F(>M)=\operatorname {erfc} \left({\frac {1}{\sqrt {2}}}{\frac {\delta _{M}}{\sigma (M)}}\right)~,}де {\displaystyle \Sigma } є стандартним відхиленням масовим в об’ємі флуктуації.
Зауважимо, що в граничному випадку великих збурень {\displaystyle \sigma (M)\gg \delta _{M}~,} очікується, що вся матерія буде міститися в гало, так що {\textstyle f(\delta _{M}>\delta _{c})=1~.} Однак наведене вище рівняння дає граничне значення {\textstyle f(\delta _{M}>\delta _{c})={\frac {1}{2}}~.} Цю хибу можна виправити примущенням ad hoc, постулювавши, що відʼємні збурення не беруть участь у цій схемі, і тому помилково втрачається половини маси. Отже, анзац Пресса-Шехтера дає наступний вираз для частки речовини, що міститься в гало маси {\displaystyle >M~.}{\displaystyle F(>M)=\operatorname {erfc} \left({\frac {1}{\sqrt {2}}}{\frac {\delta _{M}}{\sigma (M)}}\right)~,}

Флуктуація {\displaystyle \delta } досягає гравітаційного колапсу тоді, коли Всесвіт розширюється в 1/δ разів. Використовуючи це, нормальний розподіл флуктуацій, записаний через {\displaystyle M}, {\displaystyle \rho }, і {\displaystyle \sigma }, дає формулу Пресса-Шехтера.

## Узагальнення
Існує ряд узагальнень формули Пресса–Шехтера, наприклад наближення Шета–Тормена.